# František Černý (herec)
František Černý (2. července 1904 Nusle – 18. ledna 1963 Praha) byl český divadelní a filmový herec.

## Život
Narodil se jako jeden ze tří sourozenců (měl bratra a sestru) Františka Černého a jeho ženy Anny Skřivanové. Účinkoval například jako alchymista Honza Skoták (alias Jeroným Alessandro Scotta) ve filmech Císařův pekař a Pekařův císař nebo jako kuchař ve filmové pohádce Byl jednou jeden král.... Celkem natočil 100 filmů. Ve třicátých letech 20. století patřil ke kmenovým členům ansámblu Osvobozeného divadla Jiřího Voskovce a Jana Wericha, kde ztělesňoval především role dobromyslných a chytrých tlouštíků (bůh Dionýsos ve hře Osel a stín, Franta Bidon ve hře Rub a líc), ale i zazobaných měšťanostů (Královský prévot v Baladě z hadrů nebo rakvář ve hře Nebe na zemi). Znamenitou karikaturu maloměšťáka (hokynář Zbyšek Půlpán) vytvořil ve hře Panorama 1927–1937. Účinkoval rovněž ve filmech V+W Hej rup! a Svět patří nám.
Teprve v roce 1951 se oženil s Boženou Zalabákovou (1910). Poslední filmy natáčel v roce 1958, už nemocný a pohublý. Zemřel v pouhých 58 letech.

## Citát
| „            | Franta Černý byl svým způsobem velice jednoduchej člověk, nebyl ani zdaleka intelektuál, a bylo na něm taky hezký, že se nesnažil...nepředstíral, že by byl intelektuál, čímž se uchránil být paintelektuál. On byl velmi tlustej, a přitom byl velmi pružnej; v tý svý tloušťce byl půvabnej. A výbornej rybář a já s ním jezdíval na ryby a dycky jsme zažili spolu velkou srandu. On nás měl rád a my jsme ho měli taky rádi a on nám věřil. | “ |
| — Jan Werich | |   |

## Divadelní role, výběr
- 1932 V+W: Robin Zbojník, šerif nottinghamský, Osvobozené divadlo, režie Jindřich Honzl
- 1933 V+W: Osel a stín, Dionysos, Osvobozené divadlo, režie Jindřich Honzl
- 1933 V+W: Svět za mřížemi, Hector Litter, Osvobozené divadlo, režie Jindřich Honzl
- 1934 V+W dle E. M. Labiche: Slaměný klobouk, manžel, Osvobozené divadlo, režie Jindřich Honzl
- 1934 V+W: Kat a blázen, Blasco Ibane, Osvobozené divadlo, režie Jindřich Honzl
- 1936 V+W: Balada z hadrů, prévot z Chateletu, Osvobozené divadlo, režie Jindřich Honzl
- 1937 V+W: Těžká Barbora, Hejtman Bols, Osvobozené divadlo, režie Jindřich Honzl
- 1938 V+W: Pěst na oko aneb Caesarovo finale, hodnostář, Osvobozené divadlo, režie Jindřich Honzl
- 1956 Florimond Hervé: Mamzelle Nitouche, Loriot, Státní divadlo v Karlíně, režie Oldřich Nový